# ۱۳ مرداد
۱۳ مرداد صد و سی و هفتمین روز سال در گاه‌شماری خورشیدی است. به پایان سال ۲۲۸ روز (۲۲۹ روز در سال کبیسه) باقی‌است.

## رویدادها
- ۱۲۸۵ - صدور فرمان مشروطیت در ایران، توسط مظفرالدین شاه پنجمین شاه قاجار
- ۱۲۹۰ - اعزام سپاهیان انگلیسی و هندی به جنوب ایران و تشکیل پلیس جنوب
- ۱۲۹۴ - تشکیل پلیس جنوب در پی انعقاد قرارداد ۱۹۱۵ میان روسیه و انگلیس
- ۱۳۳۷ - دولت ایران به حکومت جدید عراق مبنی بر تغییر دادن نام خلیج فارس به خلیج عربی اعتراض شدید نمود
- ۱۳۳۷‌ - افتتاح فرودگاه بین‌المللی «مهرآباد» در تهران
- ۱۳۸۶ - پرتاب کاوشگر فینیکس به سوی مریخ
- ۱۳۹۴ - اجرای حکم قطع دست و پای یک نفر در زندان مشهد
- ۱۳۹۸ - حادثه ۱۳ مرداد ۱۳۹۸ فروند جنگنده-بمب‌افکن مک‌دانل داگلاس اف-۴ فانتوم ۲ نهاجا

## زادروزها
- ۱۳۰۹ - سید علی حسینی سیستانی، مرجع تقلید شیعیان عراق.
- ۱۳۱۷ - ابوالحسن تهامی نژاد، گوینده و مدیر دوبلاژ
- ۱۳۶۹ - حسین نوری، کشتی‌گیر فرنگی کار
- ۱۳۶۹ - سجاد مشکل‌پور، فوتبالیست
- ۱۳۵۱ - سیروس همتی ، بازیگر

## درگذشت‌ها
- ۱۳۶۲ - علیرضا موحد دانش، نظامی عضو سپاه پاسداران
- ۱۴۰۰ - ارشا اقدسی، بدلکار سینما، بازیگر
- ۱۴۰۰ - مهری جعفری، کوهنورد و حقوقدان